# Paria di Scozia
I pari di Scozia sono titoli nobiliari appartenenti alla parìa del Regno Unito e creati nel Regno di Scozia prima del 1707 anno in cui l'atto di Unione sancì l'incorporazione del Regno di Scozia e del Regno d'Inghilterra nel Regno di Gran Bretagna, dando origine alla parìa di Gran Bretagna . 
Dopo l'unione i pari di Scozia elessero 16 pari che li rappresentassero nella Camera dei lord, il Peerage Act 1963 permise a tutti i pari di Scozia l'accesso alla camera alta del Parlamento ma questo diritto fu revocato nel 1999 con l'entrata in vigore del nuovo regolamento parlamentare (House of Lords Act 1999). A differenza di molti altri titoli di pari gran parte dei titoli scozzesi seguono anche la linea femminile e in caso di sole eredi femmine passano alla primogenita e non vengono quindi sospesi (abeyance) come ad esempio nel caso dei pari d'Inghilterra.
I titoli nobiliari nei pari di Scozia sono duca, marchese, conte, visconte e lord of Parliament. In Scozia il titolo di visconte, al contrario di quanto accade nei suoi equivalenti britannici, è accompagnato dalla particella "of", così come nel caso del visconte di Oxfuird, ciononostante la particella viene spesso tralasciata. I pari di Scozia avevano il diritto di accedere al parlamento di Scozia, i baroni scozzesi hanno un livello inferiore rispetto ai lords of Parliament e, benché nobili, non sono considerati parte del peerage. 
Nella tabella seguente sono riportati i pari di Scozia allo stato attuale, con indicazione dell'eventuale titolo più elevato delle altre parìe.

## Duchi
| Titolo                             | Creazione  | Altri titoli                                                                                |
| ---------------------------------- | ---------- | ------------------------------------------------------------------------------------------- |
| Duca di Rothesay                   | 1398       | Duca di Cornovaglia nei pari d'Inghilterra Principe di Galles nei pari del Regno Unito      |
| Duca di Hamilton                   | 1643       | Duca di Brandon nei pari di Gran Bretagna                                                   |
| Duca di Buccleuch e di Queensberry | 1663; 1684 | Conte di Doncaster nei pari d'Inghilterra                                                   |
| Duca di Lennox                     | 1581       | Duca di Richmond nei pari d'Inghilterra Duca di Gordon nei pari del Regno Unito             |
| Duca di Argyll                     | 1701       | Lord Sundridge e Hamilton nei pari di Gran Bretagna Duca di Argyll nei pari del Regno Unito |
| Duca di Atholl                     | 1703       |                                                                                             |
| Duca di Montrose                   | 1707       | Conte Graham nei pari di Gran Bretagna                                                      |
| Duca di Roxburghe                  | 1707       | Conte Innes nei pari del Regno Unito                                                        |

## Marchesi
| Titolo                  | Creazione | Altri titoli                            |
| ----------------------- | --------- | --------------------------------------- |
| Marchese di Huntly      | 1599      | Lord Meldrum nei pari del Regno Unito   |
| Marchese di Queensberry | 1682      |                                         |
| Marchese di Tweeddale   | 1694      | Lord Tweeddale nei pari del Regno Unito |
| Marchese di Lothian     | 1701      | Lord Ker nei pari del Regno Unito       |

## Conti
| Titolo                          | Creazione  | Altri titoli                                                                                     |
| ------------------------------- | ---------- | ------------------------------------------------------------------------------------------------ |
| Conte di Crawford e Balcarres   | 1398; 1651 | Lord Wigan nei pari del Regno Unito Lord Balniel nei pari a vita del Regno Unito                 |
| Conte di Erroll                 | 1452       |                                                                                                  |
| Contessa di Mar                 | 1404       |                                                                                                  |
| Contessa di Sutherland          | 1230       |                                                                                                  |
| Conte di Rothes                 | 1457       |                                                                                                  |
| Conte di Morton                 | 1458       |                                                                                                  |
| Conte di Buchan                 | 1469       | Lord Erskine nei pari del Regno Unito                                                            |
| Conte di Eglinton               | 1507       | Earl of Winton nei pari del Regno Unito                                                          |
| Conte di Cassilis               | 1509       | Marchese di Ailsa nei pari del Regno Unito                                                       |
| Conte di Caithness              | 1455       |                                                                                                  |
| Conte di Mar e Kellie           | 1565; 1619 | Lord Erskine of Alloa Tower nei pari a vita del Regno Unito                                      |
| Conte di Moray                  | 1562       | Lord Stuart nei pari di Gran Bretagna                                                            |
| Conte di Home                   | 1605       | Lord Douglas nei pari del Regno Unito                                                            |
| Conte di Perth                  | 1605       |                                                                                                  |
| Conte di Abercorn               | 1606       | Duca di Abercorn nei pari d'Irlanda Marchese di Abercorn nei pari di Gran Bretagna               |
| Conte di Strathmore e Kinghorne | 1606       | Conte di Strathmore e Kinghorne nei pari del Regno Unito                                         |
| Conte di Haddington             | 1619       |                                                                                                  |
| Conte di Galloway               | 1623       | Lord Stewart nei pari di Gran Bretagna                                                           |
| Conte di Lauderdale             | 1624       |                                                                                                  |
| Conte di Lindsay                | 1633       |                                                                                                  |
| Conte di Loudoun                | 1633       |                                                                                                  |
| Conte di Kinnoull               | 1633       | Lord Hay nei pari di Gran Bretagna                                                               |
| Conte di Dumfries e Bute        | 1633; 1703 | Marchese di Bute nei pari di Gran Bretagna                                                       |
| Conte di Elgin e Kincardine     | 1633; 1647 | Lord Elgin nei pari del Regno Unito                                                              |
| Conte di Southesk               | 1633       | Duca di Fife nei pari del Regno Unito                                                            |
| Conte di Wemyss e March         | 1633; 1697 | Lord Wemyss nei pari del Regno Unito                                                             |
| Conte di Dalhousie              | 1633       | Lord Ramsay nei pari del Regno Unito                                                             |
| Conte di Airlie                 | 1639       |                                                                                                  |
| Conte di Leven e Melville       | 1641; 1690 |                                                                                                  |
| Contessa di Dysart              | 1643       |                                                                                                  |
| Conte di Selkirk                | 1646       | Lord Selkirk of Douglas nei pari a vita del Regno Unito                                          |
| Conte di Northesk               | 1647       |                                                                                                  |
| Conte di Dundee                 | 1660       |                                                                                                  |
| Conte di Newburgh               | 1660       | Principe Rospigliosi del Sacro Romano Impero                                                     |
| Conte di Annandale e Hartfell   | 1662       |                                                                                                  |
| Conte di Dundonald              | 1669       |                                                                                                  |
| Conte di Kintore                | 1677       | Visconte Stonehaven nei pari del Regno Unito                                                     |
| Conte di Aberdeen               | 1682       | Visconte Gordon nei pari di Gran Bretagna Marchese di Aberdeen e Temair nei pari del Regno Unito |
| Conte di Dunmore                | 1686       |                                                                                                  |
| Conte di Orkney                 | 1696       |                                                                                                  |
| Conte di Seafield               | 1701       |                                                                                                  |
| Conte di Stair                  | 1703       | Lord Oxenfoord nei pari del Regno Unito                                                          |
| Conte di Rosebery               | 1703       | Conte di Midlothian nei pari del Regno Unito                                                     |
| Conte di Glasgow                | 1703       | Lord Fairlie nei pari del Regno Unito                                                            |
| Conte di Hopetoun               | 1703       | Marchese Linlithgow nei pari del Regno Unito                                                     |

## Visconti
| Titolo                 | Creazione | Altri titoli                                 |
| ---------------------- | --------- | -------------------------------------------- |
| Visconte (di) Falkland | 1620      |                                              |
| Visconte (di) Stormont | 1621      | Conte di Mansfield nei pari di Gran Bretagna |
| Visconte di Arbuthnott | 1641      |                                              |
| Visconte di Oxfuird    | 1651      |                                              |

## Lord del Parlamento
| Titolo                   | Creazione | Altri titoli |
| ------------------------ | --------- | --- |
| Lord Forbes              | 1442      | |
| Lord Gray                | 1445      | |
| Lady Saltoun             | 1445      | |
| Lord Sinclair            | 1449      | |
| Lord Borthwick           | 1452      | |
| Lord Cathcart            | 1452      | Conte Cathcart nei pari del Regno Unito                                                                               |
| Lord Lovat               | 1464      | Lord Lovat nei pari del Regno Unito                                                                                   |
| Lord Sempill             | 1488      | |
| Lady Herries             | 1490      | |
| Lord Elphinstone         | 1510      | Lord Elphinstone nei pari del Regno Unito                                                                             |
| Lord Torphichen          | 1564      | |
| Lady Kinloss             | 1602      | |
| Lord Colville di Culross | 1604      | Visconte Colville di Culross nei pari del Regno Unito                                                                 |
| Lord Balfour di Burleigh | 1607      | |
| Lord Dingwall            | 1609      | Lord Lucas nei pari d'Inghilterra                                                                                     |
| Lord Napier              | 1627      | Lord Ettrick nei pari del Regno Unito                                                                                 |
| Lord Fairfax di Cameron  | 1627      | |
| Lord Reay                | 1628      | |
| Lord Forrester           | 1633      | Lord Verulam nei pari di Gran Bretagna Visconte Grimston nei pari d'Irlanda Conte di Verulam nei pari del Regno Unito |
| Lord Elibank             | 1643      | |
| Lord Belhaven e Stenton  | 1647      | |
| Lord Rollo               | 1651      | Lord Dunning nei pari del Regno Unito                                                                                 |
| Lord Ruthven di Freeland | 1651      | Conte di Carlisle nei pari d'Inghilterra                                                                              |
| Lord Nairne              | 1681      | Visconte Mersey nei pari del Regno Unito                                                                              |
| Lord Polwarth            | 1690      | |